# چری تیگو

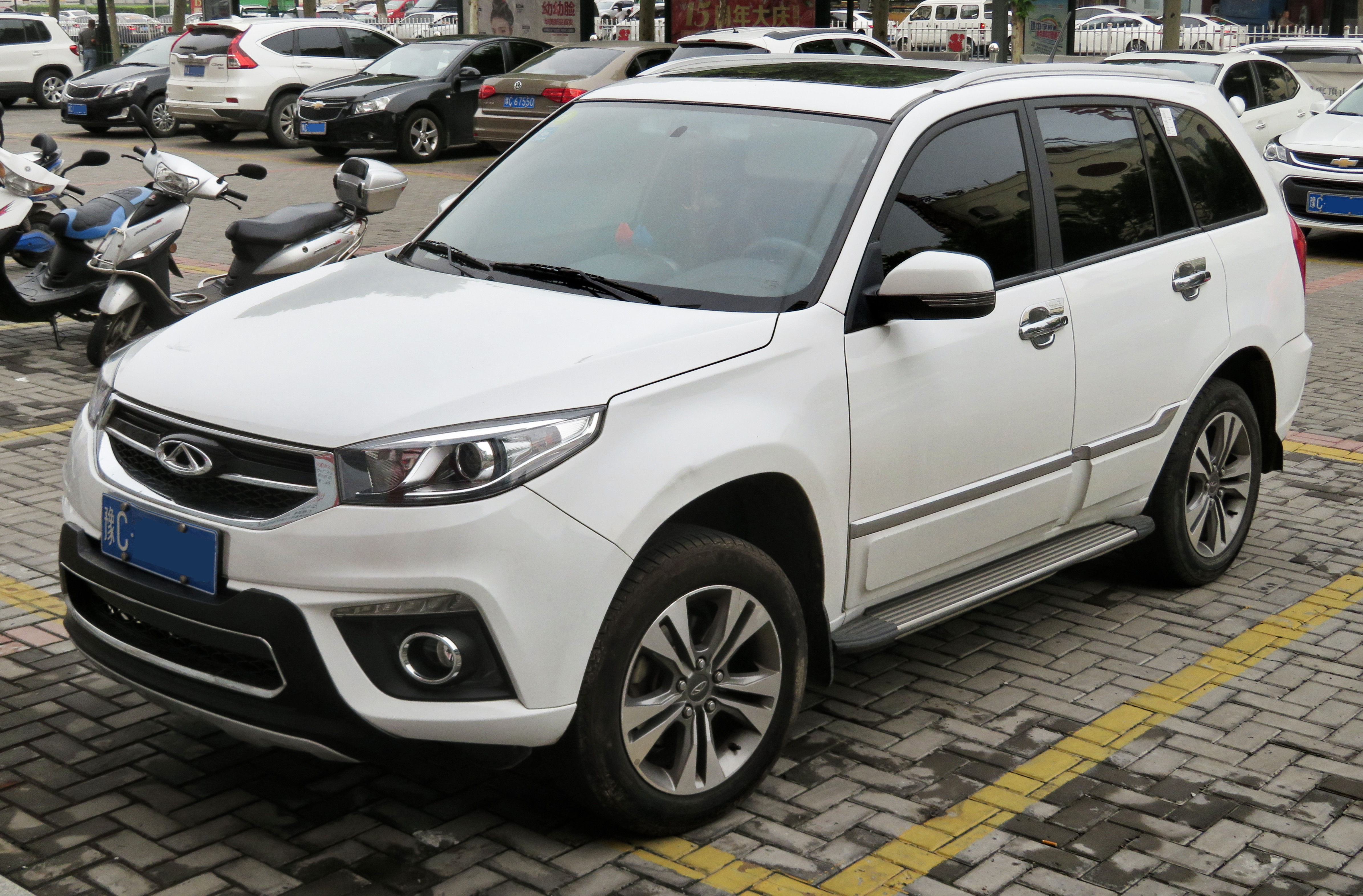
نمای جلوی چری تیگو ۳

چری تیگو (چینی ساده: 奇瑞瑞虎; پین‌یین: Qíruì Ruìhǔ) نوعی خودرو است که از سال ۲۰۰۵ (رونمایی در نمایشگاه خودروی شانگهای) توسط گروه چری عرضه می‌شود. نسخهٔ اولیهٔ این خودرو چری تیگو ۳ بود که در اصل تیگو نام داشت، اما با رونمایی از نسخهٔ فیس‌لیفت آن در سال ۲۰۱۰ نام آن به تیگو ۳ تغییر یافت. در نوامبر سال ۲۰۱۳ خودروی چری تیگو ۵ عرضه شد که از نظر ابعادی در مقایسه با تیگو ۳ بزرگ‌تر بود.
خودروهای خانوادهٔ چری تیگو از این ترتیب هستند:
- چری تیگو ۳ایکس (در ایتالیا با نام دی‌آر۳، در برزیل و شیلی با نام چری تیگو ۲ و در ایران با نام ام‌وی‌ام ایکس۲۲ عرضه می‌شود)
- چری تیگو ۵ایکس (در ایتالیا با نام دی‌آر ۵٫۰، در شیلی با نام چری تیگو ۴ و در ایران با نام ام‌وی‌ام ایکس۵۵ عرضه می‌شود)
- چری تیگو ۳ (چری تیگو اصلی)
- چری تیگو ۵ (در شیلی با نام گرند تیگو عرضه می‌شود)
- چری تیگو ۷
- چری تیگو ۸
- چری تیگو ۹

## نگارخانه

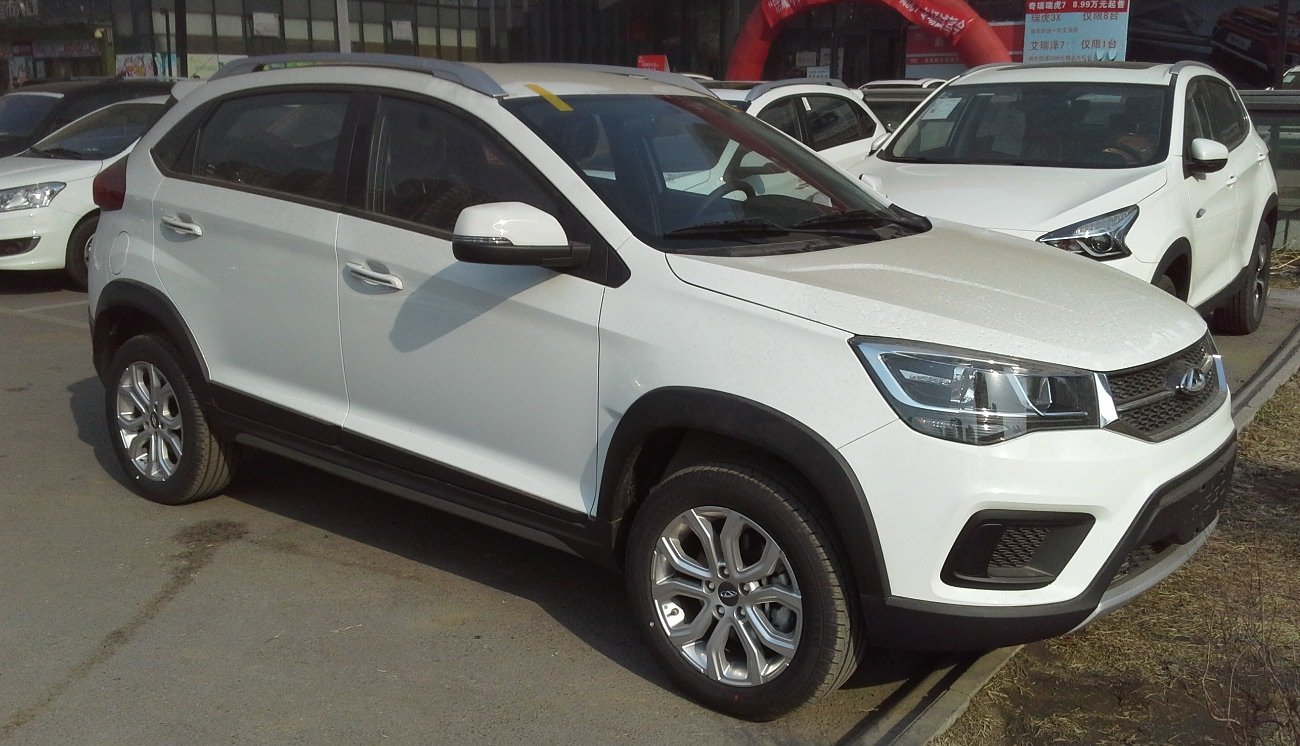
چری تیگو ۳ایکس
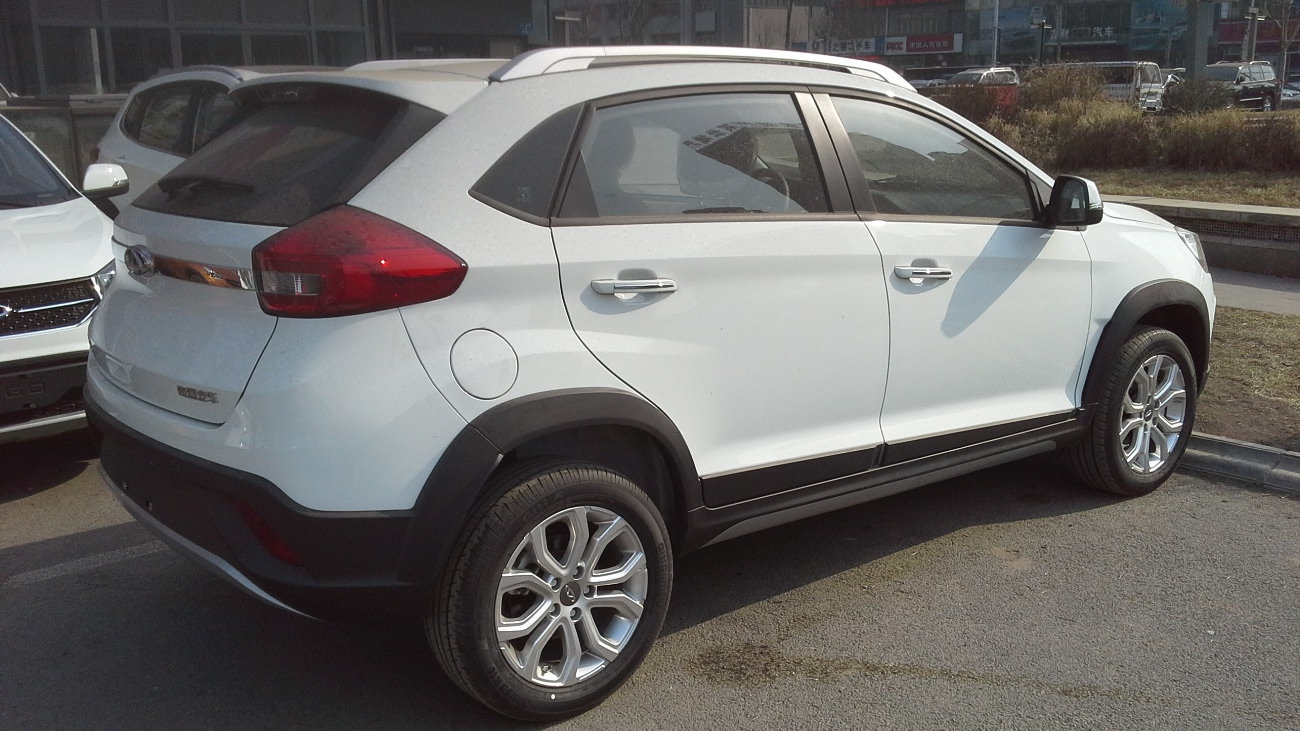
چری تیگو ۳ایکس
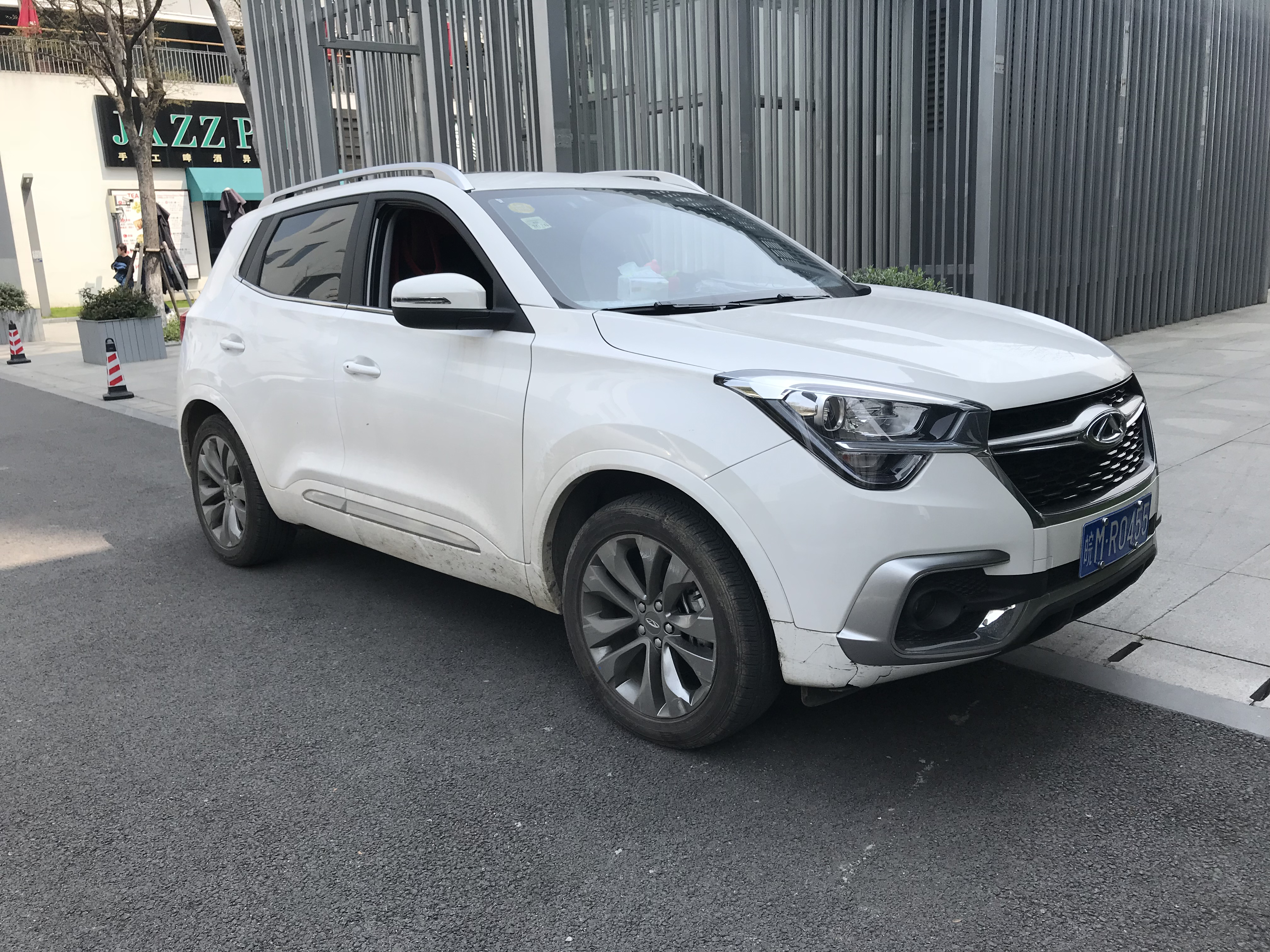
چری تیگو ۵ایکس
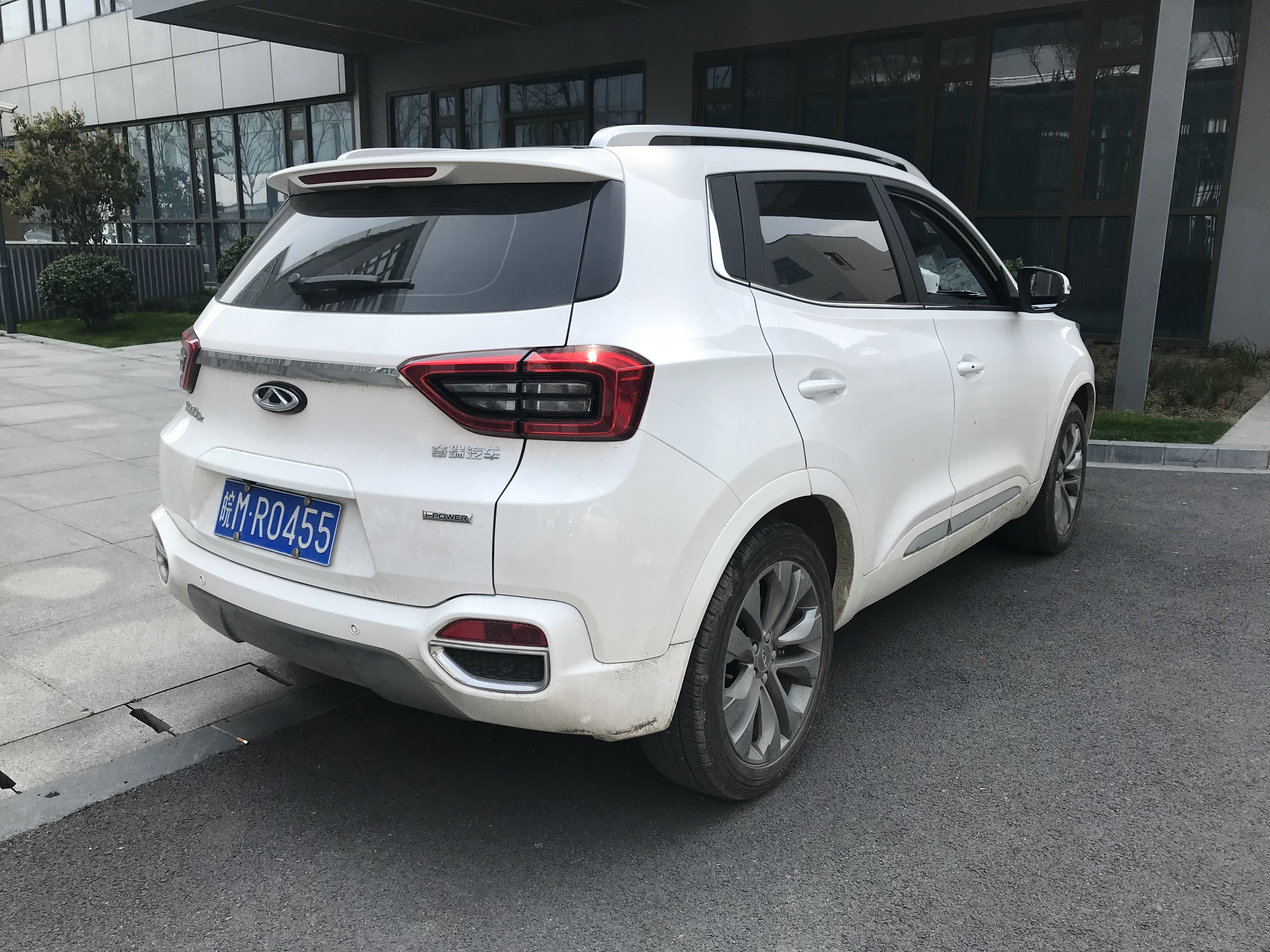
چری تیگو ۵ایکس
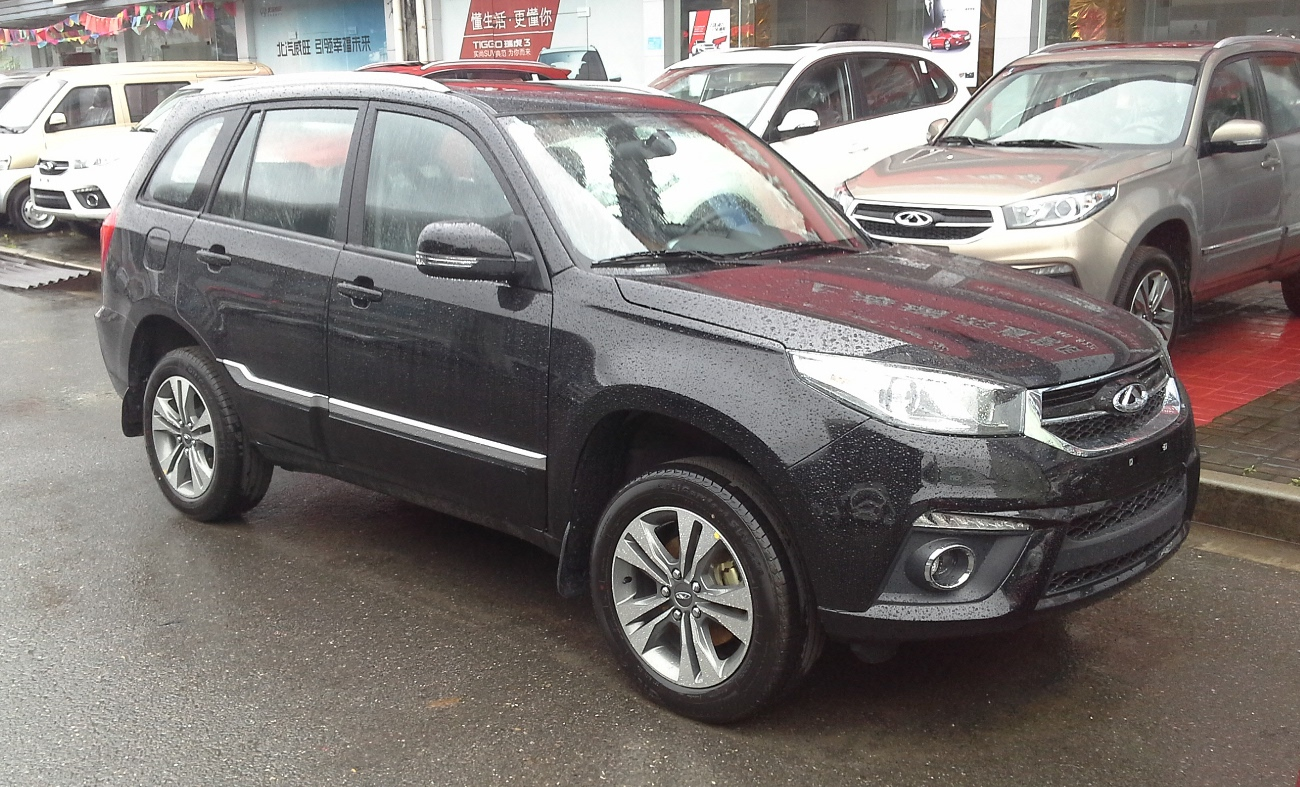
چری تیگو ۳
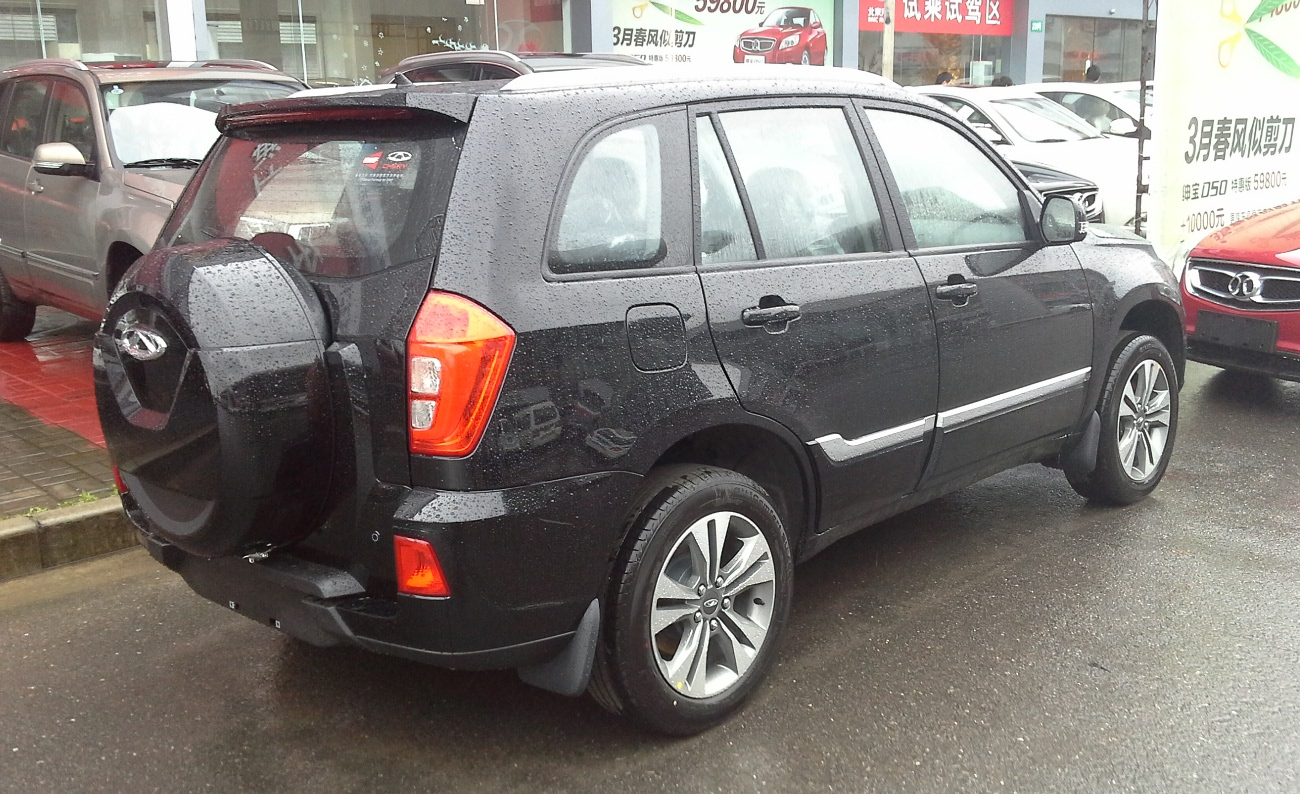
چری تیگو ۳
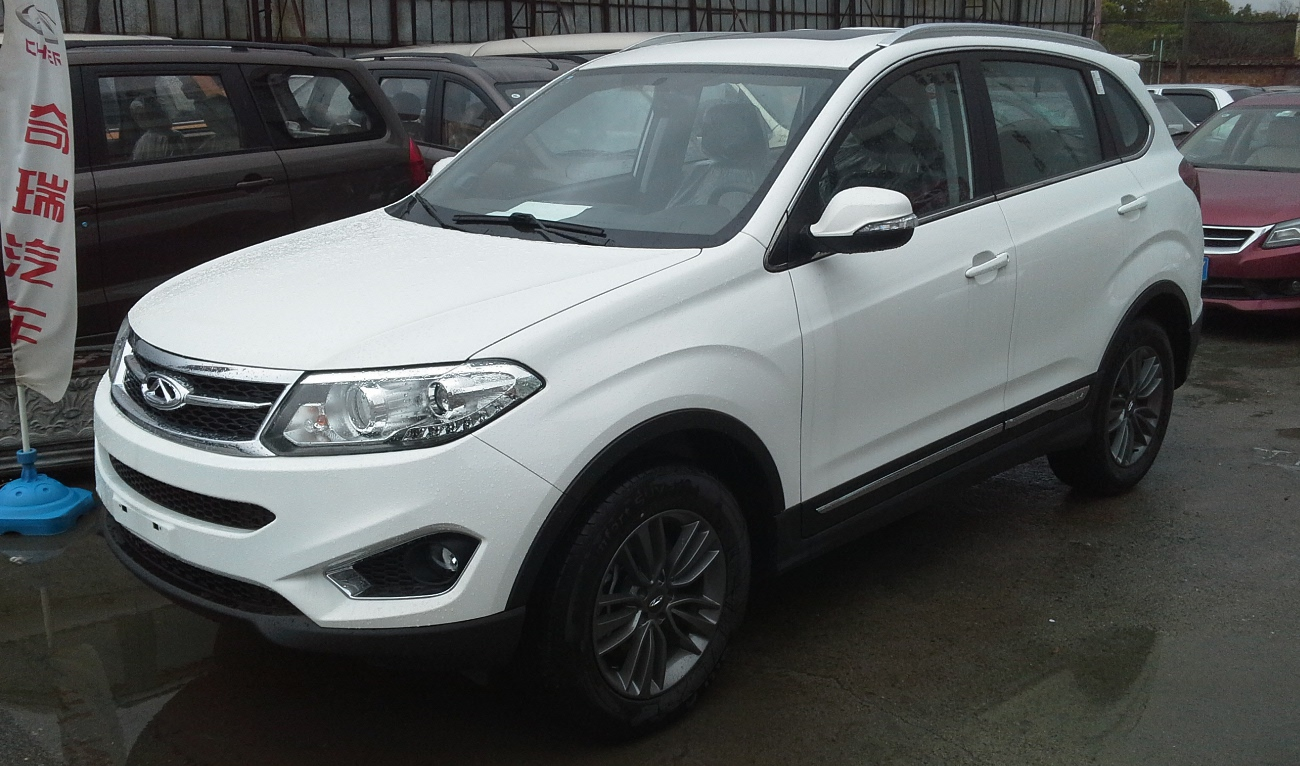
چری تیگو ۵
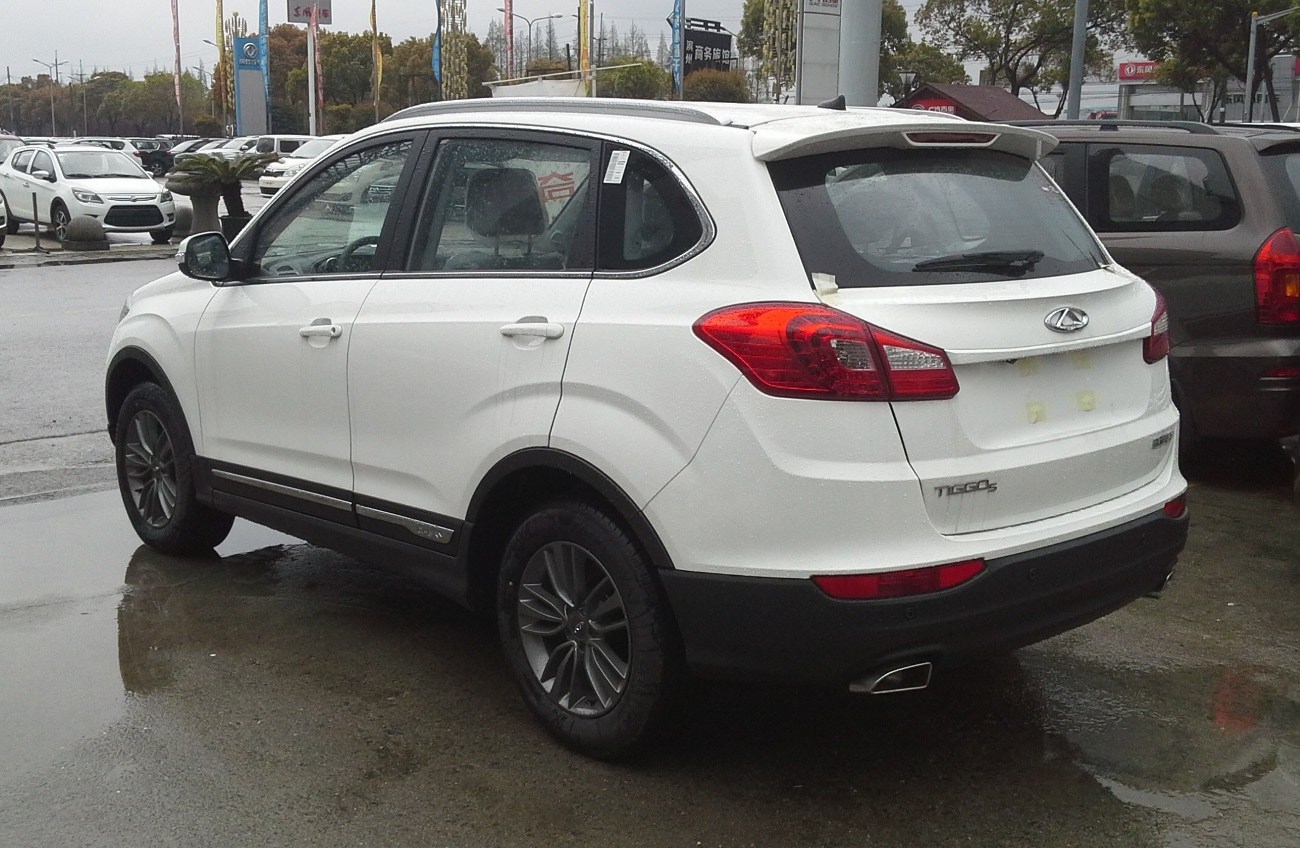
چری تیگو ۵
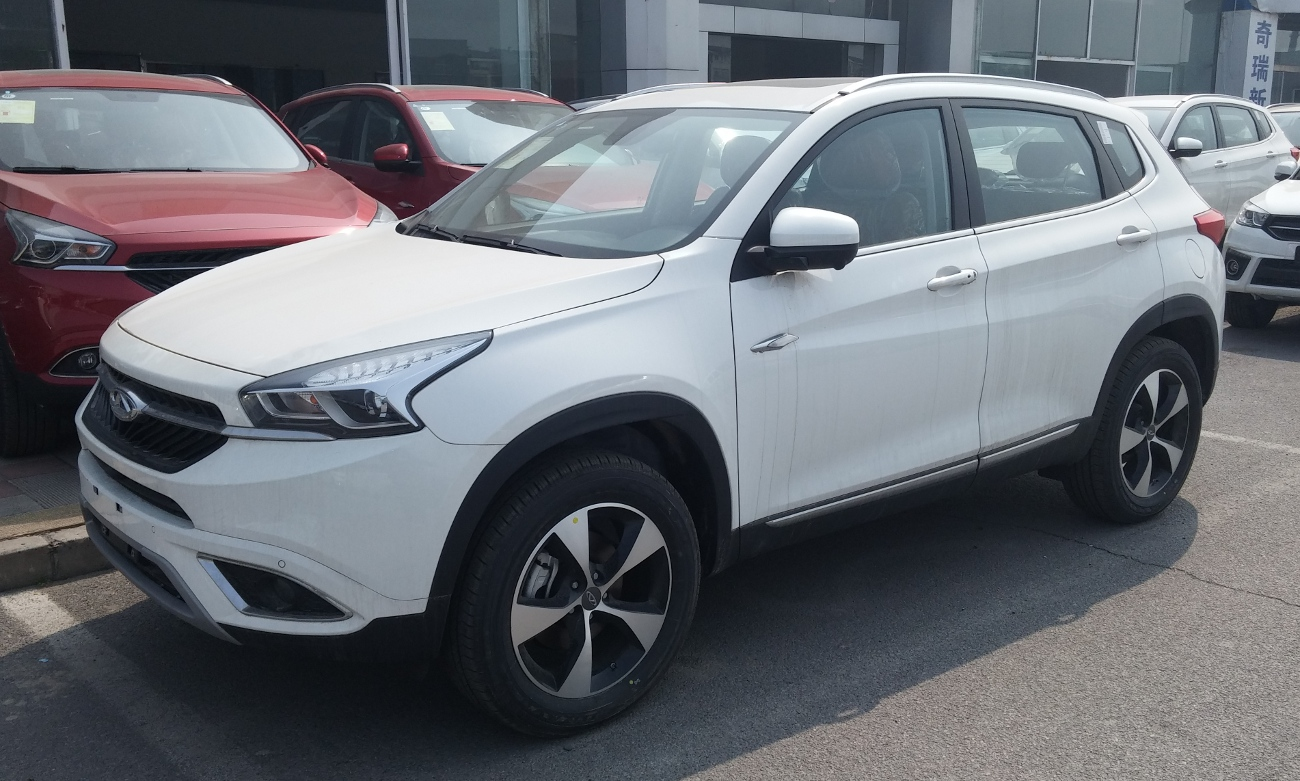
چری تیگو ۷
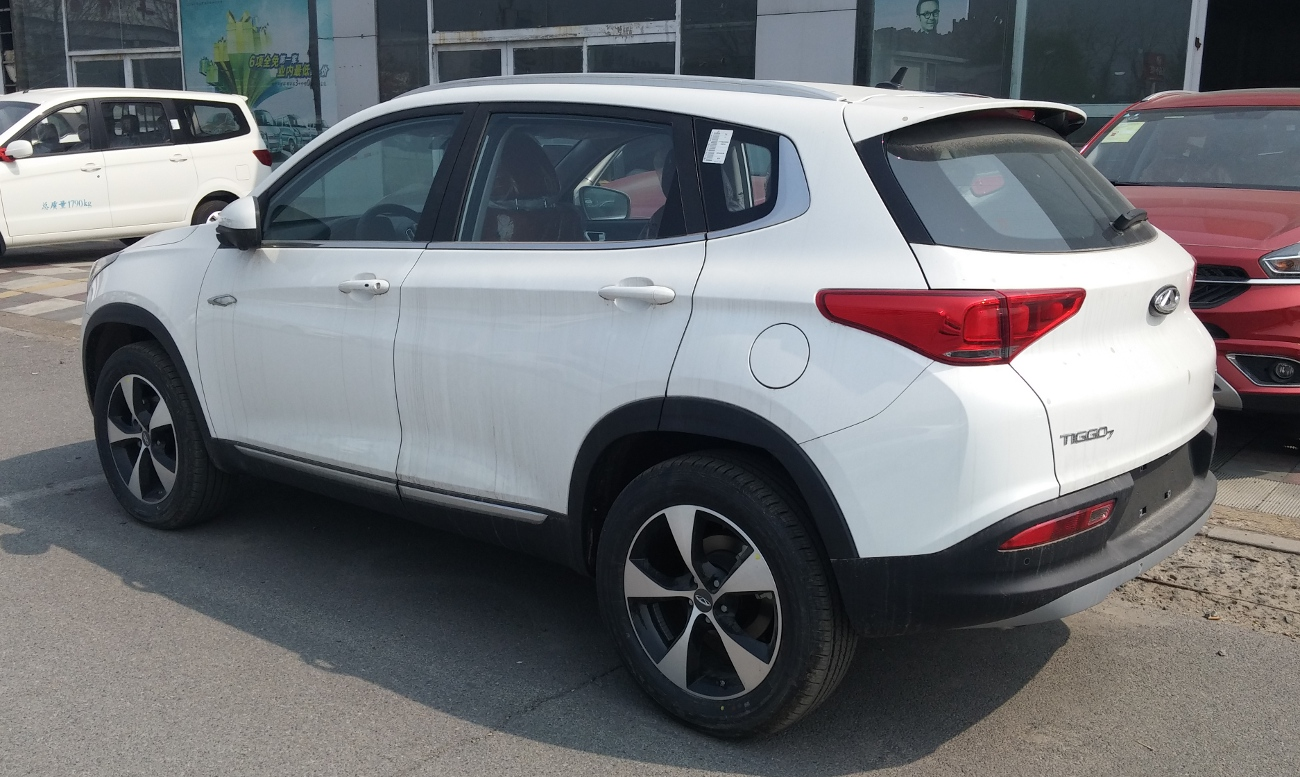
چری تیگو ۷
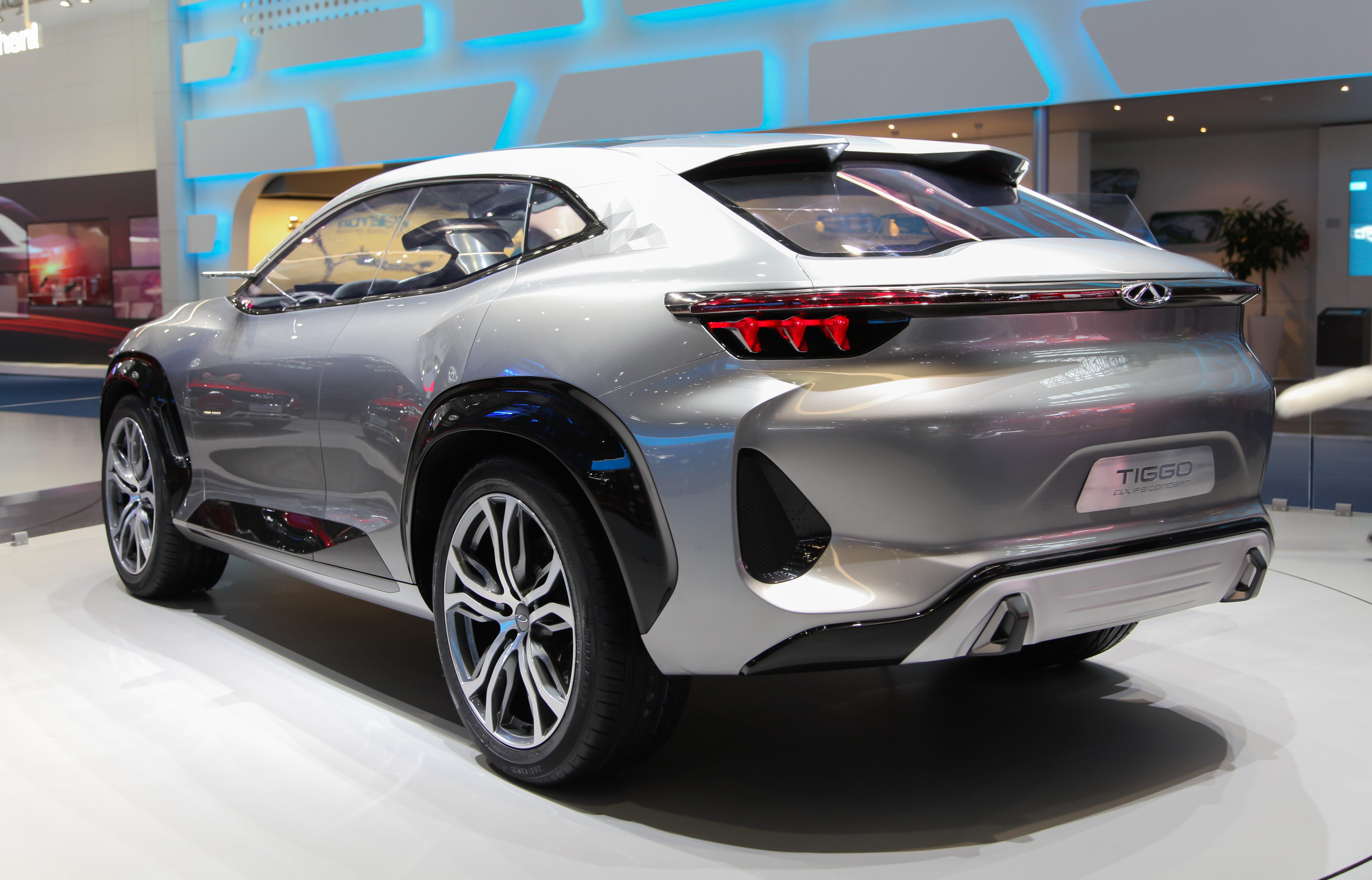
خودروی مفهومی چری تیگو کوپه